# تشارلز رايس (عالم)
تشارلز إم. رايس (بالإنجليزية: Charles M. Rice)‏ (مواليد 25 أغسطس 1952) عالم فيروسات أمريكي، وحائز على جائزة نوبل، ومجال أبحاثه الرئيسي هو فيروس التهاب الكبد الوبائي سي. وهو أستاذ في علم الفيروسات بجامعة روكفلر في مدينة نيويورك.
رايس زميل في الجمعية الأمريكية لتقدم العلوم وعضو في الأكاديمية الوطنية للعلوم وكان رئيس الجمعية الأمريكية لعلم الفيروسات من 2002 إلى 2003. حصل على جائزة جائزة لاسكر-دبغي للأبحاث الطبية السريرية لعام 2016، كما حصل على جائزة نوبل لعام 2020 في علم وظائف الأعضاء أو الطب «لاكتشاف فيروس التهاب الكبد الوبائي سي»، جنبًا إلى جنب مع مايكل هوتون وهارفي جي ألتر.